# Nikodem Bętkowski
Nikodem Felicjan Bętkowski (27. září 1812 Lisia Góra u Tarnowa – 19. října 1864 Wieliczka) byl rakouský politik polské národnosti z Haliče, v 2. polovině 19. století poslanec Říšské rady.

## Biografie
Profesí byl lékařem. Publikoval odborné práce.
Politicky aktivní byl již během revolučního roku 1848. Ve volbách roku 1848 byl zvolen na rakouský ústavodárný Říšský sněm. Zastupoval volební obvod Wieliczka v Haliči. Uvádí se jako doktor medicíny. Patřil ke sněmovní levici.
Po obnovení ústavní vlády se zapojil znovu do politiky. Od roku 1861 byl poslancem Haličského zemského sněmu. Zemský sněm ho roku 1861 delegoval i do Říšské rady (tehdy ještě volené nepřímo) za Halič (kurie městská, obvod Wieliczka). V parlamentu zasedal do své smrti roku 1864. K roku 1861 se uvádí jako lékař, bytem ve Wieliczce.